# Erotides sculptilis
Erotides sculptilis es una especie de escarabajo perteneciente al género de Erotides perteneciente a la familia de los lícidos. Sus características tienen gran similitud con Erotides nasutus. Se encuentra distribuido en América del Norte, especialmente documentados en Alaska y Canadá.